# Piotr Typiak

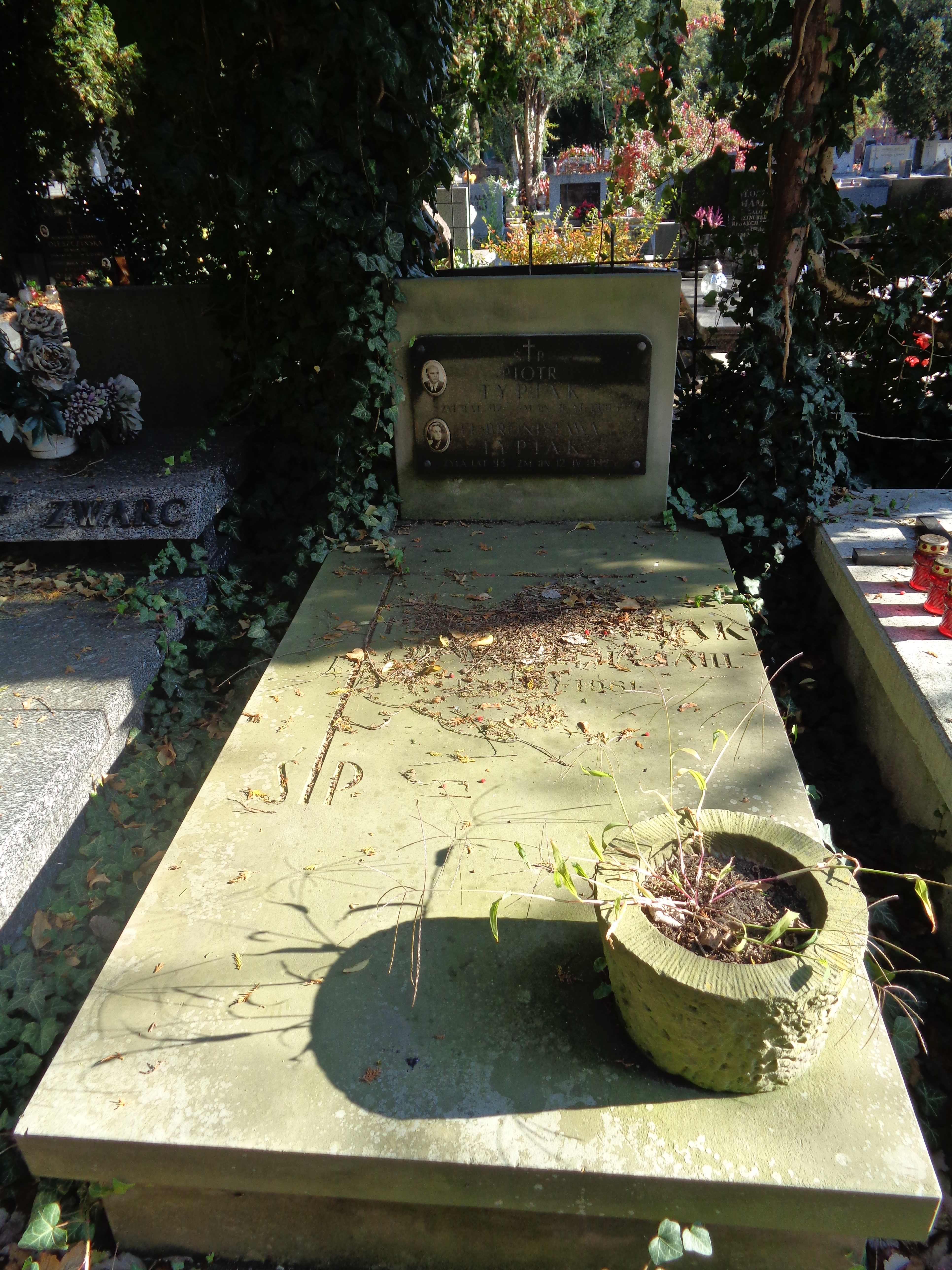
Grób Piotra Typiaka na Cmentarzu Wojskowym na Powązkach

Piotr Typiak (ur. 28 czerwca 1899 w Izbicy, zm. 8 czerwca 1981 w Warszawie) – polski działacz ludowy, poseł na Sejm Ustawodawczy (1948-1952), członek Rady Naczelnej Polskiego Stronnictwa Ludowego w latach 1946-1947, od 1949 w Zjednoczonym Stronnictwie Ludowym, współzałożyciel Ruchu Obrony Praw Człowieka i Obywatela, członek redakcji Gospodarza w latach 1977-1981.

## Życiorys

### Działalność zawodowa i polityczna
W młodości był członkiem harcerstwa, Organizacji Młodzieży Polskiej PET, Związku Młodzieży Polskiej „Zet” i Polskiej Organizacji Wojskowej. W 1920 ukończył gimnazjum w Lublinie. W latach 1921–1924 studiował na Wydziale Samorządowym Wyższej Szkoły Handlowej w Warszawie (bez dyplomu), następnie do wybuchu II wojny światowej był pracownikiem samorządowym, m.in. w Łucku (od 1924-1927), inspektorem Związków Komunalnych w Nowogródku (1928), radcą w Departamencie Samorządu Ministerstwa Spraw Wewnętrznych (1929-1935), pracownikiem Wojewódzkiego Inspektoratu Związków Zawodowych i następnie naczelnikiem Wydziału Samorządu Urzędu Wojewódzkiego w Stanisławowie (1935-1939). Od czerwca do września 1939 był wicedyrektorem Związku Powiatów RP. 
W czasie studiów był działaczem Polskiej Akademickiej Młodzieży Ludowej i w latach 1935-1939 Centralnego Związku Młodzieży Wiejskiej „Siew”. W tej ostatniej organizacji był prezesem Zarządu Wojewódzkiego w Stanisławowie oraz członkiem Rady Naczelnej. W latach 1930–1935 był członkiem komitetu redakcyjnego pisma Ruch Prawniczy, Ekonomiczny i Socjologiczny
W czasie II wojny światowej był zatrudniony w Zarządzie Miasta Stołecznego Warszawy, działał w konspiracji, w latach 1941-1943 był pracownikiem Departamentu Spraw Wewnętrznych Delegatury Rządu na Kraj, w latach 1942-1944 wykładał w tajnej Wolnej Wszechnicy Polskiej. Należał do Stronnictwa Ludowego „Roch”, był wiceprzewodniczącym Komisji Programowej Centralnego Kierownictwa Ruchu Ludowego.
Po II wojnie światowej został działaczem Polskiego Stronnictwa Ludowego, w którym w latach 1945-1956 był kierownikiem Biura Prezydialnego, w latach 1946-1947 kierownikiem Wydziału Administracyjno-Samorządowego Naczelnego Komitetu Wykonawczego, w latach 1946-1949 członkiem Rady Naczelnej. Od 1947 był związany z tzw. Lewicą PSL. W 1948 został posłem na Sejm Ustawodawczy (objął mandat po Stefanie Korbońskim). Od 1949 był członkiem Zjednoczonego Stronnictwa Ludowego, w 1957 został członkiem Naczelnego Komitetu Wykonawczego ZSL.
Bezpośrednio po II wojnie światowej pracował w Radzie Głównej Opiekuńczej, następnie Katolickiego Uniwersytetu Lubelskiego (1945-1948), następnie w spółdzielczości pracy (1948-1949) i spółdzielczości rybackiej (1951-1957), jako instruktor Wydziału Administracyjnego NKW ZSL (1949), w Komitecie Urbanistyki i Architektury (1957-1959), Instytucie Przemysłu Drobnego i Rzemiosła (1960-1969). W 1947 uzyskał w Szkole Głównej Handlowej tytuł magistra nauk ekonomicznych.

### Działalność opozycyjna
W 1977 należał do założycieli Ruchu Obrony Praw Człowieka i Obywatela, razem z Bogumiłem Studzińskim figurował w stopce redakcyjnej wydawanego w II obiegu pisma Gospodarz (pismo faktycznie wydawali Stanisław Michalkiewicz i Tadeusz Szozda). Publikował w Gospodarzu i piśmie Opinia. Po rozłamie w ROPCiO w 1978, znalazł się w grupie Andrzeja Czumy, był członkiem organów Ruchu - Rady Finansowej, Rady Konsultacyjnej przy Opinii i powołanej w grudniu 1978 Rady Sygnatariuszy. Należał do inicjatorów utworzonego w lutym 1979 Uniwersytetu Ludowego i powołanego w czerwcu 1979 Ośrodka Myśli Ludowej.
Był odznaczony Krzyżem Kawalerskim Orderu Odrodzenia Polski.
Pochowany na Cmentarzu Wojskowym na Powązkach w Warszawie (kwatera C37-3-6).